# Víctor Ochoa
Víctor Eduardo Ochoa Licon (* 14. ledna 1998 Monterrey) je mexický zápasník – judista.

## Sportovní kariéra
S judem začínal v 8 letech v rodném Monterrey pod vedením Izzo Hamady. Vrcholově se připravuje v Ciudad de México ve sportovním tréninkovém centru CONADE pod vedením kubánských a mexických trenérů. V mexické mužské reprezentaci se pohybuje od 2016 ve střední váze do 90 kg.

## Výsledky
| Olympijské hry          |     | —   |     |     |  |  |  |  |  |  |
| Mistrovství světa       | —   |     | úč. | —   |  |  |  |  |  |  |
| Panamerické hry         | —   |     |     |     |  |  |  |  |  |  |
| Panamerické mistrovství | —   | úč. | 3.  | úč. |  |  |  |  |  |  |
| Středoamerické a k. hry |     |     |     | 5.  |  |  |  |  |  |  |
| MS juniorů              | —   |     | —   | —   |  |  |  |  |  |  |
| MS dorostenců           | úč. |     |     |     |  |  |  |  |  |  |